# Jean Dieudonné
Jean Alexandre Eugène Dieudonné (Lilla, 1º luglio 1906 – Parigi, 29 novembre 1992) è stato un matematico francese, noto come portavoce del gruppo Bourbaki e per i suoi contributi all'analisi funzionale, alla modernizzazione della geometria algebrica, e alla storia della matematica. Fu persona generosa, entusiasta e collerica; fu anche un poderoso trattatista.

## Biografia
Diciottenne nel 1924 viene ammesso alla École normale supérieure, dove ha modo di incontrare Jean Delsarte, André Weil, Henry Cartan, Jean Paul Sartre e Raymond Aron.
Nel 1927 ottiene l'Agrégation de mathématiques e nel 1931 sostiene la tesi intitolata Recherche sur quelques problèmes relatifs aux polynômes et aux fonctions bornées, avendo come supervisore Paul Montel.
Nel dicembre 1934 è tra i membri fondatori dell'Association des collaborateurs de Nicolas Bourbaki e di questa impresa è una delle colonne per molti anni.
Nel 1937 diviene Maître de conférence a Nancy. Mobilitato nel 1939 all'avvicinarsi della guerra, all'inizio dell'occupazione nazista della Francia si sposta a Clermont-Ferrand, dove era ripiegata l'Università di Strasburgo; in seguito si trasferisce nel continente americano, prima all'Università di San Paolo del Brasile dal 1946 al 1948, poi negli Stati Uniti d'America nel 1952, all'Università del Michigan. Torna in Francia nel 1959 all'Institut des Hautes Études Scientifiques e nel 1964 accetta una cattedra nella nuova Università di Nizza nella quale viene anche nominato decano della facoltà di Scienze.
Insieme a Laurent Schwartz è supervisore delle prime ricerche di Alexander Grothendieck presso l'Università di Nancy, ricerche che hanno posto nuove basi alla geometria algebrica.
L'Académie des Sciences gli ha conferito un Gran Prix nel 1944 e l'ha accolto fra i suoi membri nel 1968.

## Lavori
- In algebra astratta: lavori sulla teoria di Galois degli anelli artiniani e sull'algebrizzazione delle teorie di Sophus Lie.
- In topologia algebrica ha puntualizzato le nozioni di partizione dell'unità e di spazio paracompatto. Ha lavorato anche sugli spazi vettoriali topologici.

## Pubblicazioni
- Ampi contributi ai testi di Bourbaki
- Redazione. insieme a Grothendieck, degli Éléments de géométrie algébrique
- Direzione della redazione dell'Abrégé d'histoire des mathématiques
- Traité d'analyse (1959) in 9 volumi
- La Géométrie des groupes classiques (1955)
- Algèbre linéaire et géométrie élémentaire (1964).
- Pour l'honneur de l'esprit humain
- Monografie su Calcul infinitésimal, Teoria degli invarianti, Algebra commutativa, Geometria algebrica e Gruppi formali